# FC Swift Hesperange
FC Swift Hesperange este o echipă de fotbal din orașul Hesperange, în sudul Luxemburgului. Evoluează în Divizia Națională a Luxemburgului.